# Le Dernier des héros (album)
Pour l’article homonyme, voir Le Dernier des héros pour le film avec Schwarzenegger.
Albums de Kino
Grouppa krovi
(1988) Zvezda po imeni Solntse
(1989)
Le Dernier des héros ou Posledni gueroï (en russe : Последний герой), qui signifie « Le Dernier héros », est un album du groupe soviétique de rock Kino, sorti en 1989. Enregistré à Moscou en février 1989, il était entièrement financé par le producteur, traducteur et futur diplomate français Joël Bastenaire. Le mixage final eut lieu en avril 1989 au Studio du Val d'Orge, en banlieue parisienne.

## Liste des chansons
1. «Хочу перемен!» (Changement) - 4:55
2. «Электричка» (Train de banlieue) - 4:50
3. «Война» (Guerre) - 4:04
4. «Троллейбус» (Trolleybus) - 2:57
5. «Печаль» (D'où vient donc cette tristesse) - 5:10
6. «Последний герой» (Le dernier des héros) - 3:07
7. «Группа крови» (Groupe sanguin) - 4:00
8. «Мама, мы все тяжело больны» (Maman) - 3:50
9. «В наших глазах» (Dans nos yeux) - 3:47
10. «Спокойная ночь» (Bonne nuit) - 6:25

Les titres officiels français sont entre parenthèses, certains de ces titres ne sont pas des traductions directes.

## Membres du groupe
- Victor Tsoï - chant, guitare
- Youri Kasparian - guitare
- Igor Tikhomirov - basse
- Gueorgui Gourianov - percussions, chœurs
- Andrei Sigle - claviers